# دارانغ
دارانغ رمزها «DA» (بالإنجليزية: Darrang)‏ ، هو تقسيم إداري لدولة الهند تتبع ولاية أسام (بالإنجليزية: Assam)‏ ، مركزها هو مدينة مانجلداي (بالإنجليزية: Mangaldai)‏ عدد
سكانها حسب تعداد سنة 2001 هو 1,503,943 ، مساحتها 3,481 كم² وكثافة السكان 432 لكل كم² .